# 集まれ昌鹿野編集部
『集まれ昌鹿野編集部』（あつまれまさかのへんしゅうぶ）は、ラジオ関西のアニたまどっとコム枠内にて放送されていたラジオ番組（アニラジ）である。

## 概要
小野坂昌也と鹿野優以がパーソナリティを務める。「新感覚タブロイド番組」と称してアニメ・ゲーム・声優に関連した情報を紹介している。
番組タイトルは、スタッフの「古くさい感じで」の注文に小野坂が提案した「集まれ〜」、パーソナリティー二人の名前と意外性を表した"まさかの!?"という言葉を掛け合わせて「昌鹿野」、そして様々な情報を扱っていく意味合いで「編集部」とし、これらを組み合わせて決定された。
番組はトーク主体で、小野坂、鹿野の暴走気味のトークが特徴である。時には小野坂が放送禁止用語を言って、効果音を入れられることもある。特に「昌鹿野・子供電話相談室!」では際どいトークが多い。
番組の公式サイトにて、2006年（平成18年）9月17日放送分より今週のゆい写真が（基本的に）毎週更新されている。
半年分の放送をMP3形式でまとめたCDが"集まれ昌鹿野大全集"として公開録音、ラジオ関西アニたまどっとコムのネットショップであるアニたまSHOPにて販売されている。また、新規録音音源、地方向け放送や生放送など「大全集」に収録されない放送の傑作選を収録した"DJCDが"販売されている。これらのCDは基本的に一般の流通（レコード店、アニメショップなど）には乗っていない。

## 放送局
| 放送地域 | 放送局     | 放送期間                                                                              | 放送日時                                | 備考 |
| -------- | ---------- | ------------------------------------------------------------------------------------- | --------------------------------------- | --- |
| 兵庫県   | ラジオ関西 | 2006年4月2日 - 2015年3月29日                                                          | 日曜 24:00 - 25:00                      | 不定期に行われる放送設備メンテナンスの際は時間を繰り上げて放送される事が多い。 |
| 岐阜県   | 岐阜放送   | 2006年10月2日 - 2009年9月28日                                                         | 月曜 23:30 - 24:00                      | 30分のダイジェスト版を放送。 ラジオ関西で生放送が行われた際は、岐阜放送向けに録音した内容が放送された。 |
| 鹿児島県 | 南日本放送 | 2006年5月 - 9月                                                                       | 木曜 24:30 - 25:00                      | 30分のダイジェスト版を放送。当局向けに収録・放送された事が一回ある。 同局制作の前番組『アニメでGo!Go!』のDJ采野吉洋アナウンサーが急病で入院したため、 療養期間中の代替番組として放送された。采野は2007年1月1日に復帰している。 |
| 日本全域 | 公式サイト | 2006年4月 2006年5月 - 9月 2006年10月4日 - 2012年5月16日 2012年5月22日 - 2015年3月31日 | 水曜 更新 金曜 更新 水曜 更新 火曜 更新 | アニたまどっとコムのインターネットラジオ配信サイト「別冊ラジ関」およびスマートフォン向けアプリにて聴取可能。 |

## コーナー
※2014年現在、番組公式ホームページ上で紹介されているもの。
週刊!昌鹿野批評!
リスナーから投稿されたアニメ・ゲーム・声優業界に関する話題のニュースを鹿野が読み上げ、小野坂扮する「小野坂解説員」が辛口に批評する。コーナーの最後に小野坂が一言感想を述べて締める。
昌鹿野・子供電話相談室!
子供（になりきった大人）のリスナーから寄せられた相談（性に関する際どい物が多い）を、小野坂扮する「まさやお兄さん」と鹿野扮する「ゆいお姉さん」が答える。
編集後記
小野坂と鹿野が毎週交代で声優やラジオの仕事、日常で気づいた事などについて真面目に語る。
今週の「うえっ！」
鹿野優以がいろいろなシチュエーションの「うえっ！」を表現する。
今週の「おっ！」
小野坂がいろいろなシチュエーションの「おっ！」を表現する。どちらもジングル前のミニコーナーとして放送される。
神の予言のコーナー
番組の最後に小野坂と鹿野がメールを送ってきたリスナーの中から一人に電話をかけ、留守番電話へメッセージを残す。

## 過去のコーナー
鹿野優以の今夜もエンジェル気分
鹿野優以が癒し系になるために、様々な試練に挑戦するコーナー
トレンドNow&Then
小野坂と鹿野がお薦めのグッズなど紹介する。第2回目以降、事実上お薦めの食べ物を紹介するコーナーなっており、現在、グッズの紹介は第1回目と第2回目だけである。

### アミューズメントメディア総合学院学生出演のコーナー
走れ!スクープマン（2006年度）
昌鹿野編集部員（アミューズメントメディア総合学院の学生）が関西のラジオ番組（ラジオ関西の番組に限らず）について調査して紹介する。生徒の中には個性豊かな人がおり、調査結果を紹介せずにトークだけのこともある。
アシスタント
- 徳留志津香
- 横井悠

レギュラーコメンテーター
- 河本啓佑 …堀江由衣の天使のたまご担当
- 生田理沙 …スウィートジャンクション担当

AMG大阪校ただいま準備中
AMG大阪校の先生と話をする。
クイズリスペクター（2007年度）
アミューズメントメディア総合学院 (AMG) 大阪校の生徒が尊敬する声優に関するクイズを小野坂・鹿野・編集部員（生徒）で答えるコーナー。10問正解で優勝、最下位は罰ゲーム、最下位だった鹿野は公開録音で罰ゲームが執行された。第82回からは生徒が「尊敬する声優は誰なのか」をクイズ形式で小野坂昌也と鹿野優以が答えて得点を争うコーナーに変わった。
アシスタント
- 西山真史
- 亀田瑠美

準レギュラー
- 伊藤諒祐
- 新出恭子

鹿野優以CDデビューへの道（2008年度）
鹿野がCDデビューするためにリスナーからどんな曲調がいいのか、またアミューズメントメディア総合学院 (AMG) 大阪校の生徒が他の声優のCDについて調べ報告をするコーナー。
グッショブ！昌鹿野推進部！（2009年度）/グッショブ！昌鹿野推進部2(セカンド)！（2010年度）
「昌鹿野編集部のリスナーを一人でも増やすために何ができるのか」を考え実践していく、「前のめり型リアルドキュメンタリーコーナー」。
MASAKANO Photoshop 〜言葉のエレメンツ！（2011年度）
番組が用意した『写真』に、『言葉』のエレメンツを合成して、そこから新たなエンターテイメントを作る。
昌鹿野Love Call〜真夜中の恋人（2012年度）
「理想の恋愛とは何か」を電話とセリフで表現し、リスナーの妄想を具現化するコーナー。
昌鹿野編集部・BOKEYO HOT3!（2013年度）
決められたツッコミにジャストフィットする『ボケ』をリスナーから募集し、番組独自のランキングで紹介するコーナー。ネタはアミューズメントメディア総合学院の学生が読み上げる。

## 特別コーナー

### 鹿野救済集会
2006年7月30日（第18回）放送
ラジオ関西のレーティング週にあわせて実施された。自身のDVD販売イベントに観客が15人しか集まらなかった鹿野のために番組でファンを集めようという企画で、15人以上集まらなければ番組卒業という条件がついていた。2006年7月31日17時に日比谷公園の噴水前に集合とのことであったが、番組でこの企画内容が放送されたのは2006年7月31日のラジオOA分が最初で、人が集まらないのではと思われたが実際には15人以上（52名）集まり、鹿野は番組を続けることになった。

### 日本ち○こサミット
2007年1月28日放送
ゲスト石川英郎 置鮎龍太郎
鹿野優以が石川英郎や置鮎龍太郎と仕事をしているときに小野坂から聞いた話からそれぞれのち○このことを思い浮かべると言った事から行われた企画。
ゲストと小野坂昌也が自分のち○こ模型を紙粘土で作り、どのち○こが良いか鹿野優以に選ばせるコーナー。勝者は置鮎龍太郎であった。勝因は鹿野曰く「小野坂さんに最初に教えられた“置鮎のち○こは白い”のインパクトが強すぎた」

### 鹿野優以の今夜もエンジェル気分スペシャル
2007年4月1日放送
鹿野優以の今夜もエンジェル気分のコーナーを通して、果たして鹿野が癒しキャラになれたのかを確かめるため東京お台場のヴィーナスフォートで小野坂と擬似デート企画を行った。実際に手を繋いだり、夜の観覧車に乗ったりなど、本格的な企画であった。
また、それぞれのチェックポイントで、番組が作った小野坂と鹿野が二人で行うエンジェルプランと、鹿野が秘密で行うエンジェルアシストをしなければならなかった。
エンジェルアシスト
小野坂が言う些細な事にも「すごい」と言う。
エンジェルプラン
一日中、手を繋がなければならない。
上記の通り、恋するハニカミのパロディ的な内容でデートは進行。

### 昌鹿野※騒動
レーティング調査の結果が※だったのを受け、番組を見つめなおすために4週に渡って行った企画。
発端
2006年の聴取率調査の結果で「アニたまどっとコム」の中でトップを記録した番組だったが、2007年の聴取率調査の結果では「順位が圏外」＝表記上は「※」（コメ）＝聴取率0.1%以下（小野坂の発言より）という結果だった。
第1回 ロビーからの放送
2007年9月30日放送
第78回放送はラジオ関西東京支社の収録スタジオブースでの放送を許してもらえず、番組の打ち合わせに利用している会議室に特設のマイクと60分きっちりに収めるための完パケMDと番組テーマ曲の入ったCDが中に入っているCDラジカセだけが番組スタッフから渡されて番組史上最低の形式で放送した。また、通常は編集されてカットされている岐阜ラジオ向け用のエンディングも放送されたり、すべてのレギュラーコーナーまで奪われて下ネタトークも番組内で発言できない状況になった。(そのため、通常岐阜ラジオでは放送されない提供ナレーションやCMも放送されている。岐阜ラジオでは同局向けのエンディング後、ラジオ関西側が別途編集で入れたと思われるテーマ曲が流れて終了した。)ゲストに奥井雅美が来ていたが、ゲストの曲を1曲フルコーラスCDラジカセからマイクにのせる形での放送だった。
第2回 スタッフなしの放送
2007年10月7日放送
前回はロビーからだったが、第79回放送はたまたま開いているスタジオがあったため、そこを使用した。
構成作家がいないため鹿野が台本を書いて、その内容に沿って進行した。
実施したコーナー
小野坂昌也のユメユララ
小野坂が昨日の夢を話すコーナー
ドンマイ昌鹿野編集部 米を食べて※を吹き飛ばそう
自分たちでおにぎりを握るコーナー
トレンドNow&Then リターンズ
今の自分たちにできるコーナーがこれしかなかったため復活させたコーナー

第3回 昌鹿野※騒動企画のネタばらし
2007年10月14日放送
集まれ昌加藤編集部
小野坂の願いとスタッフの土下座により鹿野に代わってゲストに来ていた加藤英美里がパーソナリティになって番組が進行した。
昌加藤・子供電話相談室!と称しコーナーが実施されたが、いつものような小野坂による下ネタ発言は無く、それどころかスタッフからエロ話をしろと振られても拒否していた。
子供電話相談室が終わりパーソナリティ交代のため退室していた鹿野が戻ってきた時、加藤英美里と小野坂のトークが予想外に面白かったため鹿野が泣きだした。
昌加藤編集部終了後、「第78回 - 80回は全てのコーナーを取っ払って小野坂と構成作家のスタッフなどで話し合った特別構成で放送した」と、鹿野へのドッキリを暴露した（鹿野が書いたとしていた台本も構成作家が書いていた）。この件について番組を聞いているリスナーからの意見を募集したところ、通常の2倍以上のメールが届いた。

第4回 昌鹿野※騒動決着スペシャル
2007年10月21日放送
※騒動について振り返りつつ、ユーザーからのメール（※騒動の1〜3回の放送を聴いて、今後も昌鹿野編集部を聞きたいか）を紹介。結果、番組存続が決定された。

## 生放送
- 生放送冒頭では小野坂が「おま○こ」と叫ぶ事、二部制のときはその間に翌週分の録音をする事、早朝4時台に生放送が行われる場合は同じような時間に放送される宗教番組のパロディ「昌鹿野心の扉」が放送される事が恒例となっている。
- この模様は24時台以外、上述の「大全集」には収録されない。

### 昌鹿野3時間スペシャル
ラジオ大阪の特番に対抗して3時間の生放送を行う。当日はラジオ関西国広正夫元東京支社長（元アナウンサー）も出演。
放送日時 2006年6月11日（ラジオ関西のみ）
- 第一部 24:00 - 25:00
- 第二部 27:00 - 29:00

実施したコーナー
- 週刊!昌鹿野批評!
- 鹿野優以のあげあげA to Z
- 生子供電話相談室
- トレンドNow&Then part2 昌鹿野編集部の歌を作ろう
- PK大会
- 昌鹿野心の扉

### 『アシタヘストライクF』×『昌鹿野編集部』＝?相互乗り入れスペシャル
文化放送にて放送中の『アシタヘストライクF（以下「アシタヘ」）』との相互乗り入れ生放送。
第一部には「アシタヘ」パーソナリティーの皆川純子と広橋涼が登場。また、25時から25時半にはBBQR「アシタヘサブチャンネル」インターネットラジオ生放送に小野坂、皆川、広橋、鹿野が登場。
25時半 - 26時には「アシタヘ」の生放送に小野坂、鹿野が登場。
この日は、小野坂と鹿野が昌鹿野第一部の後の「アシタヘ」と「サブチャンネル」にも生出演する関係上、昌鹿野編集部もラジオ関西に裏送りする形で文化放送のスタジオから放送された。
放送日時：2006年12月17日（ラジオ関西のみ）
- 第一部 24:00 - 25:00
- 第二部 26:00 - 29:00

実施したコーナー
- 週刊!昌鹿野批評!
- 年末スペシャルと題し、業界内での重大ニュースを発表。第一部、第二部と前後編に分割されて放送された。
  - アシタヘコンフィグレーターin昌鹿野編集部
  - 走れスクープマン
  - ラジオドラマ「ラジオウォーズ」

- 鹿野が執筆した小説のラジオドラマ。パーソナリティやスタッフ、当時出演していたAMGの学生らも出演している。
  - まーくんの飛び出せ昌鹿野天気予報

- 午前四時頃に行われた天気予報。渋谷のハチ公前が現場である。
  - モーニングコール
  - 鹿野優以22歳最後の挑戦
  - カラオケ
    - 実力あいあい：鹿野優以
    - Sweetsの魔法：小野坂昌也

### 国広正夫の集まれ昌鹿野編集部
当日はラジオ関西国広正夫元東京支社長（元アナウンサー）が出演した。
放送日時：2007年6月17日（ラジオ関西のみ）
- 第一部 24:00 - 25:00
- 第二部 26:30 - 29:00

実施したコーナー
- 週刊!昌鹿野批評!
- クイズリスペクター（事前収録）
- 国広正夫の生実況
- ユメユラ一人生ライブ
- 昌鹿野心の扉（事前収録）
- 昌鹿野特選夜明けのかめはめ波コンテスト
- マー君とシュノーケル
- 工口っぽい場所からの生中継

### 集まれ昌鹿野編集部ラジオ関西本社からの生放送
ラジオ関西まつりの公開録音のついでにラジオ関西本社（701スタジオ）から生放送を行った。
放送日時：2007年7月29日（ラジオ関西のみ）
- 24:00-25:00

実施したコーナー
- 俺の舎弟になりたいやつ、出て来いやー！（墓参り植木昇進記念電話生面接）
- クイズリスペクター10ポイント獲得記念ご褒美タイム（収録）

### 2008年7月27日深夜の生放送
生放送初のゲスト不在回である。また、お約束である国広の出演は、彼がラジオ関西本社勤めになった為実現しなかった。
放送日時：2008年7月27日 （ラジオ関西のみ）
- 第一部 24:00-25:00
- 第二部 26:30-29:00

実施したコーナー
- 鹿野宅に眠っていた腐ったアンコウ鍋を処理するのが、第1部・第1.5部(生放送合間に録音される翌週分)の主な企画であった。支社のトイレで鍋を流し捨てようとしたところ猛烈な悪臭が発生、消臭剤をそこら中にぶちまけ、腐った鍋の中身が便器に詰まるなど、散々な惨状が繰り広げられた。
- 小野坂が抜けるオカズの限界に挑むコーナーや、生放送ではおなじみとなった鹿野の生ライブなどが行われた。また、この場において秋に開催されるラジオ関西祭りで鹿野のデビュー曲の生お披露目が決定、発表されている。
- 生放送のため独自の放送となった岐阜放送では、アンコウ鍋を助けに（取りに）ラジオ関西東京支社から鹿野宅へ向かい、実際に救出（捕獲）している様子が放送された（アンコウさん救出SP）。

### 2010年1月24日 200回記念スペシャル
放送200回を記念して199回目に生放送を行うことが決定（当初は出来ない方向でいた）し、翌週にラジオ関西東京本社から生放送を行った。なお、この回は通常放送枠内（1時間）で行った。番組開始直後は小野坂が放送禁止用語を連発していた。
放送日時：2010年1月24日
- 24:00-25:00

実施したコーナー（企画）
- 福袋一万円分をリスナー10名にプレゼントする企画が行われ、小野坂がラジオ関西の倉庫からアニたまショップなどでの売れ残りを福袋に入れた。この中の1つには植木の私物で作られた福袋も含まれていた。
- 毎週放送されているコーナー「今週の『うぇ！』」の拡大版として、フルマラソン形式で鹿野が42個連続の「うぇ！」をやり切る企画が行われた。鹿野は企画挑戦中に、小野坂にバイブで鼻をつつかれるなど様々な嫌がらせを受けたようだった。
- この回も鹿野の生ライブが行われた。
- ちなみに、この回でのジングルは、リスナーからの電話メッセージを紹介する形式で放送された。
- 通常コーナーは行われなかった。

### 2011年3月27日 放送開始5周年！生放送
放送開始5周年を迎えたため、3時間生放送を行った。更にUstreamでも音声中継を配信。当初放送開始2分前まで小野坂がスタジオに現れず鹿野が慌てていたところ、事務所移籍したばかりの松風雅也が登場。初対面の鹿野は放送開始10秒前までに松風に挨拶をし、放送が開始された。始まっても鹿野の動揺は止まらなかった。数分後、松風がブースから呼んだのは、高塚正也だった。鹿野は「まさやが増えたー！」と叫ぶ。更に「敏腕マネージャーを一発殴りたい。」とのこと。その数分後、小野坂の固定電話に電話をしたが、本人は自宅でF1を視聴中。マネージャーより「1時入りでいいと言われた」とのことで、自宅に居たという。同時にテレビ電話を使用。本当に自宅に居たことが証明された。鹿野曰く、「小野坂さん、本当にあの敏腕マネージャーを殴っちゃうよ！」と連呼。4月1日時点の青二プロダクションのプロフィールに「鹿野優以」がなければ、「敏腕マネージャーをやっちゃったと思ってほしい」と言っていた。雅(正)鹿野・子供電話相談室を挟んで0時30分ごろ、小野坂到着。小野坂・鹿野はタイトルコールをして、松風・高塚は退席した。
放送日時：2011年3月27日
- 第1部 24:00-25:00 「雅也・正也編集部」
- 第2部 25:00-26:00 「雌豹と中二とヤングを乗せて、今夜はまだまだ寝かせない！集まれ昌鹿野編集部」
- 第3部 26:00-27:00

実施したコーナー
- 雅(正)鹿野・子供電話相談室
- 今週の「おっ！」「うぇっ！」
- 昌鹿野漫画部登場

紺野あずれ、赤穂老師(忠臣蔵之介)、森小太郎が登場。
- 真夜中テレフォンあんたのおかげで5周年！

アポ無しで電話をした。電話に出たのは徳留しづかのみ。「今から寝るところだった。」とのこと。電話に出なかったのは、河本啓佑、国広正夫、植木雄一郎。留守番電話にメッセージを吹き込んだ。
- お値打ち価格でご奉仕！DJ小野坂！！

昌鹿野大全集5周年セット(ストラップ付き)、覚醒のHERMITのCD(20枚のうち、小野坂が1枚破損させた)、おどろきの豚まん5個セットを売り込んだ。
- 昌鹿野トレンドランキングBEST3

1. 三本の矢の共演！夢のサミットが開催！！「日本ち〇こサミット2011」
2. 藤林×植木禁断の愛(植木役：小野坂昌也、藤林役：置鮎龍太郎、佐藤役：石川英郎)
3. 昌加藤編集部で鹿野さん動揺(集まれ昌加藤(まさかと)編集部)

- 昌鹿野ベランダライブ in ラジオ関西東京支社

君にエールを!と笑える時間を歌詞カードを見ながら熱唱した。

### 2012年年末 昌也3DAYS
- この年はラジオ関西年末企画として小野坂が12月29日生放送「第13回 校内放送マイクバトル」に特別審査員として、30日は通常の放送枠にて「集まれ昌鹿野編集部〜笑える年の瀬生放送」生放送、31日は神戸朝日ホールにて「集まれ昌鹿野編集部〜笑えるカウントダウン」として23:30〜25:00に年末カウントダウン番組を公開生放送に出演する企画「昌也 3DAYS」が行われた。

## 特別番組

### 集まれ鹿野編集部inスタジオサルパ(Webのみ)
2006年11月15日配信
神戸市内ラジオ関西本社スタジオサルパにて11月4日鹿野一人で行われたDJCDの発売イベント。この放送のジングルは通常のジングル「集まれ昌鹿野編集部」から昌の部分を消したものになっている。会場には予想の100人を遥かに超え、400人以上が全国各地から集まった。
また、最後に小野坂昌也が急遽出演した。

## 公開録音
- 大阪大学まちかね祭！鹿野優以に何かが起こる（大阪大学豊中キャンパス、2006年11月5日）
- ラジオ関西まつり（神戸メリケンパーク、2007年7月29日）
- 空気読めんのか大晦日SP（神戸新聞・松方ホール、2007年12月31日）
- 鹿野優以デビュー曲お披露目イベント！一人で出来るかのう？（神戸メリケンパーク、2008年10月12日）
- 小野坂昌也4200秒の挑戦（神戸メリケンパーク、2010年10月10日）
- ラジオ関西まつり〜ハーバーボンバー2012〜（神戸ハーバーランド、2012年10月14日）
- 集まれ昌鹿野編集部〜笑えるカウントダウン(神戸朝日ホール、2012年12月31日)
- ラジオ関西まつり〜ハーバーボンバー2013〜（神戸ハーバーランド、2013年10月20日）

## ラジオCD
- 集まれ昌鹿野編集部DJCD vol.1
- 集まれ昌鹿野大全集1〜純〜
- 集まれ昌鹿野編集部DJCD vol.2
- 集まれ昌鹿野大全集2〜恋〜
- 集まれ昌鹿野大全集3〜米〜（2008年8月15日 - 17日の「コミックマーケット74」にて先行発売）
- 集まれ昌鹿野編集部DJCD vol.3
- 集まれ昌鹿野大全集4〜再〜
- 集まれ昌鹿野大全集5〜厄〜（2009年8月14日 - 16日の「コミックマーケット76」にて先行発売）
- 集まれ昌鹿野大全集6〜歌〜
- 集まれ昌鹿野大全集7〜干〜
- 集まれ昌鹿野大全集8〜植〜（2011年8月12日 - 14日の「コミックマーケット80」にて先行発売）
- 集まれ昌鹿野編集部DJCD vol.4（2011年10月16日の「第16回ラジオ関西まつり〜ハーバーボンバー2011〜」にて先行発売）
- 集まれ昌鹿野大全集9〜誠〜（2011年12月29日 - 31日の「コミックマーケット81」にて先行発売）
- 集まれ昌鹿野大全集10〜旅〜（2012年3月11日の「アニたまフェスティバル2012」にて先行発売）
- 集まれ昌鹿野大全集11〜置〜（2012年8月10日 - 12日の「コミックマーケット82」にて先行発売）
- 集まれ昌鹿野大全集12〜黒〜
- 集まれ昌鹿野編集部DJCD vol.5（初回限定盤の【初夢限定盤】は、ボーナストラック入り。）
- 集まれ昌鹿野大全集13〜術〜
- 集まれ昌鹿野大全集14〜笑〜（2013年12月29日 - 31日の「コミックマーケット85」にて先行発売）
- 集まれ昌鹿野編集部DJCD vol.6
- 集まれ昌鹿野大全集15〜猫〜
- 集まれ昌鹿野大全集16〜麦〜
- 集まれ昌鹿野大全集17〜走〜
- 集まれ昌鹿野大全集18〜逝〜

## テーマソング
オープニングテーマ「君にエールを!」
作詞：うらん / 作曲：斉藤英夫 / 歌：鹿野優以 feat. 小野坂昌也
エンディングテーマ「笑える時間」
作詞：Charly / 作曲：斉藤英夫 / 歌：鹿野優以 feat. 小野坂昌也

## ゲスト出演者
- 第04回: 前半黒木マリナ、後半白石涼子
- 第06回: 野川さくら
- 第12回: 国広正夫
- 第18回: 斎藤桃子
- 第22回: 石田彰
- 第23回: 大野修一
- 第26回: 富坂晶
- 第27回: 奥井雅美
- 第35回: 広橋涼
- 第38回: 皆川純子、広橋涼
- 第39回: 村田あゆみ
- 第44回: 置鮎龍太郎、石川英郎
- 第54回: 国広正夫
- 第64回: 国広正夫、石川英郎、諏訪部順一
- 第65回: 国広正夫、河本啓佑
- 第71回: 河本啓佑、徳留しづか
- 第78回: 奥井雅美
- 第80回: 加藤英美里
- 第84回: 白石涼子
- 第89回: 板東愛、山口繭、吉川未来（ユメユラ）
- 第128回: 白石涼子
- 第142回: 白石涼子
- 第181回: 清水香里
- 第201回: 置鮎龍太郎
- 第203回: 奥井雅美
- 第260回: 置鮎龍太郎、石川英郎、松風雅也、高塚正也
- 第287回: 置鮎龍太郎（厳密にはゲストではなく、敬老の日で休みを貰った小野坂昌也の代理パーソナリティ）
- 第300回: (各番組お祝い音声メッセージのみ)ANI-TAMA-ZOO Safari(たかはし・細谷)、おどろき戦隊モモノキファイブ(中村・日笠)、神戸前向女学院。(井上、伊藤)
- 第314回: たかはし智秋
- 第320回: たかはし智秋(鹿野が武者修行の為パーソナリティ一時交代)
- 第328回: 置鮎龍太郎